# Ćafa
Ćafa (en serbe cyrillique : Ћафа) est un village de l'est du Monténégro, dans la municipalité de Podgorica.

## Démographie

### Évolution historique de la population
| 1948 | 1953 | 1961 | 1971 | 1981 | 1991 | 2003 |
| ---- | ---- | ---- | ---- | ---- | ---- | ---- |
| 145  | 146  | 142  | 115  | 92   | 70   | 116  |